# ريتشارد دوسن (لاعب كريكت)
ريتشارد دوسن (4 أغسطس 1980 في المملكة المتحدة - ) (بالإنجليزية: Richard Dawson)‏ هو لاعب كريكت بريطاني. شارك مع منتخب إنجلترا للكريكت. أما مع النوادي، فقد لعب مع نادي مقاطعة غلوستر للكريكت ‏ ونادي مقاطعة يوركشاير للكريكت ‏ ونادي مقاطعة نورثامبتونشير للكريكت ‏ وDevon County Cricket Club ‏ ونادي مارليبون للكريكت ‏.

## وصلات خارجية
- ريتشارد داوسون على موقع إي آس بي آن كريك إنفو (الإنجليزية)